# Jac, Sălaj
Jac (în maghiară: Zsákfalva) este un sat în comuna Creaca din județul Sălaj, Transilvania, România.

## Istoric
Deși atestat documentar destul de târziu, primele menționări ale satului Jac datând din anul 1384 ( potrivit Diplomatikai Levéltár nr. 105456), izvoarele istorice demonstrează că teritoriul acestei localități a fost locuit din vremuri imemoriale. Documentele istorice atestă pentru prima dată localitatea sub denumirea de Sakfalva, apoi din anul 1850 satul apărând sub numele de Saku, care până la urmă s-a transformat în numele actual Jac. Satul este așezat la poalele dealului Pomet, deal pe care se găsește marele castru roman Porolissum.

### Vestigii arheologice pe teritoriul satului
- Amfiteatrul roman – dealul Pomet
- Cuptoarele de olărit și ars cărămizi – dealul Pomet
- Necropola romană – zona "Ursoies" (la baza dealului Pomet)
- Val și turn de observație al sistemului roman de apărare – dealul Citera
- Cetate de pământ, cariera romană de gresie, chilii medievale – dealul Camin
- Biserica rupestră (Peștera Monului) – dealul În Dos

#### Orașul roman Porolissum
Pe linia de nord-vest a Daciei romane, se găsește una dintre cele mai importante așezări civile si militare din această regiune, orașul roman Porolissum. Înființată încă din timpul domniei impăratului Traian, așezarea a fost folosită ca punct strategic în apărarea graniței, nod de legătură a unor drumuri comerciale și punct de schimb cu triburile de peste frontieră. Fiind situată într-o zonă strategică, în timpul împăratului Septimius Severus primește titlul de municipium și se numeste “res publica municipii Septimii Porolissensium”. În anul 213, orașul primește vizita împăratului Caracalla, ocazie cu care a fost reparat și drumul de legatură între Porolissum și Napoca.
Castrul roman este așezat pe platoul dealului Pomet (cota 502 m), la granița satelor Jac și Moigrad, cea mai mare parte a complexului arheologic găsindu-se pe teritoriul actual al satului Jac. După cum se menționează și în “Cronica cercetărilor arheologice din România”, în raportul săpăturilor arheologice făcut de către cercetători ai muzeului județean de Istorie și Artă Zalău, cât și de prof. dr. Nicolae Gudea de la Universitatea Babeș-Bolyai din Cluj-Napoca, în urma cercetărilor făcute de-a lungul anilor asupra castrului roman de la Porolissum au fost identificate o serie de elemente și construcții specifice unui castru roman, cum ar fi: zidurile de fortificație, clădirea comandamentului, un spital, ateliere pentru făcut și reparat arme și armuri, magazii, rezervor de apă și numeroase bărăci militare.
"Materialul arheologic foarte bogat a permis precizarea caracterului fortificație, ordinea de staționare a principalelor trupe și mai ales caracterul roman occidental al culturii materiale din castru" se menționează în raportul citat mai sus.
Zona așezărilor civile se găsește pe prima terasă la sud-est de castru. Aici au fost descoperite mai multe locuințe civile, un zid de sprijin, o fântână și mai multe ateliere de olărit și ars cărămizi. Aceste ateliere situate dinspre “Ciorgăul zmăului” spre izvoarele de la “Grajdurile Pometului” indică o activitate ceramică foarte intensă, iar materialul arheologic de aici, foarte bogat și interesant, indică puterea economică a centrului de olari de aici.
Amfiteatrul roman de la Porolissum este situat pe panta de sud-vest a dealului Pomet, la 100 de metri de latura din această parte a castrului. Acesta este cel mai mare amfiteatru din provinciile dacice, arena măsurând 66,5x52 metri. A fost construit în două faze pe perioada stăpânirii romane: o fază a construcției de lemn datând din deceniul trei al secolului II d.Chr., în timpul împăratului Hadrian, și cea de a doua, a construcției din piatră, începută în anul 157 d.Chr. Aici se organizau cu ocazia unor zile festive spectacole pentru distracția populației: lupte de gladiatori (munera), vânătoare de animale (venatio), acrobații, jocuri scenice și chiar execuții publice.

#### Sanctuarele de la Porolissum
În cadrul complexului arheologic au fost identificate mai multe clădiri sacre, temple închinate zeilor omagiați de către locuitorii orașului: templul lui Jupiter (Iovi Optimo Maximo Dolicheno), zeul oficial roman; templul zeului Liber Pater; un mic sanctuar închinat zeiței Nemesis și un templu subteran al zeului Mithras.
Templul lui IOMD, situat în sectorul de N al așezării civile din jurul castrului, este primul templu roman din provinciile dacice, dedicat acestui zeu, care a beneficiat de o cercetare sistematică. Construit în perioada anilor 241-244 d.Chr., în timpul domniei împăratului M. Antonius Gordianus, templul a durat până în jurul anului 255 d.Chr., când a avut un sfârșit violent prin foc, jaf și distrugere sistematică, dupa cum precizează arheologul N. Gudea în lucrarea: “Porolissum. Un complex daco-roman la marginea de nord a Imperiului roman”.
O istorie interesantă a avut-o templul zeului Liber Pater, care a suferit mai multe transformări în timp, în funcție de credința locuitorilor din municipiu. Situat în marginea drumului roman ce făcea intrarea în castru, sanctuarul este dedicat divinității arhaice din Italia centrală care împreună cu perechea sa Libera erau protectori ai viței de vie și ai fertilității ogoarelor. Conform datelor publicate de N. Gudea în cartea: “Sanctuare și militari la Porolissum”, templul, de formă patrulateră, a fost construit în primele decenii ale sec. II d.Chr. și funcționează în această formă până la sfârșitul aceluiași secol. Dintre descoperirile de cult făcute în acest loc, același cercetător menționează: un relief votiv reprezentând pe zeul Liber, vas decorat cu reprezentările zeilor Liber și Libera etc. Distrus probabil de un incendiu, templul a fost reconstruit prin anul 213 d.Chr. de către soldații sirieni care serveau Imperiul în castrul de la Porolissum. Aceștia au închinat noul templu zeului lor strămoșesc Bel.
Odată cu pătrunderea creștinismului în Dacia Romană, acest templu suferă o nouă transformare devenind basilică paleocreștină. Cea mai grăitoare descoperire în acest sens este un vas cu simboluri creștine datate pe la mijlocul secolului al IV-lea d.Chr., fapt ce confirmă prezența pe teritoriul fostei așezări romane Porolissum a unei puternice comunități creștine care vorbea limba latină.

#### Necropola romană
Situat cam la 1500-2000 de metri spre Est-Sud-Est de incinta castrului de pe Pomet, cimitirul se găsește pe locul numit Ursoieș, de-o parte și de alta a drumului roman care, coborând de pe Pomet, o lua spre castrul Certiae de la Romita. Cercetările arheologice asupra necropolei a început încă de prin anul 1943, continuate mai apoi în 1949 de către cunoscutul cercetător C. Daicoviciu, iar cele mai recente săpături au fost efectuate în anul 2007. Mormintele descoperite pe dealul Ursoieș sunt în totalitate de incinerație. Materialele descoperite aici sunt toate de factură romană, majoritatea fiind vase ceramice, monede și inscripții funerare.

#### Castrul roman de pe Citera
La aproximativ 500 m distanță de colțul vestic al dealului Pomet, și a castrului Porolissum, se găsește o înălțime izolată, cu trei părți, care se termină cu pante foarte abrupte. Pe această înalțime imperiul roman, în cadrul sistemului defensiv conceput la Porolissum, a construit un castru pentru trupele auxiliare care au staționat aici.

#### Situl arheologic de pe dealul Cămin
Pe partea stângă a drumului ce coboară de pe Pomet, pe dealul numit Cămin, deal ce vine în continuarea culmii de pe Citera, s-a descoperit și o carieră de gresie din aceeași perioadă a locuirii romanilor la Porolissum. De asemenea pe același deal au fost identificate urmele unei cetăți de pământ din perioada Hallstatt. Din perioada medieval-timpurie, sec.XI, pe Cămin au fost descoperite de asemenea și urmele unor chilii săpate în stâncă.

#### Biserica rupestră peștera Monului
Ascunsă privirilor de un pâlc de pădure, pe dealul în Dos, se găsește un lăcaș încrustat în piatră, ca o peșteră. Acesta face parte din multele sihăstrii sătești descoperite pe teritoriul țării noastre, prezente încă din zorii creștinismului. Aceasta are dimensiuni mici și este alcătuită din două încăperi boltite de 2x3 m, respectiv 1x3 m. Intrarea se face printr-o deschizătură săpată în stâncă, la marginile căreia se văd și azi urmele unde erau fixați stâlpii de lemn de care probabil era prinsă ușa ce închidea peștera. Cele două încăperi comunică între ele printr-o ușa și un gemuleț. Peștera a fost realizată prin cioplirea în roca dealului, pereții fiind în totalitate însemnați de urmele uneltelor manuale cu care au fost săpate încăperile. De asemenea, în pereții încăperilor sunt săpate mai multe nișe, care erau folosite fie pentru depozitarea unor materiale, fie pentru păstrarea candelelor ce iluminau încăperea.
Peștera este cunoscută printre localnici cu numele de “Pemnita Monului” și reprezintă probabil numele celui care a locuit aici cu mult timp în urmă, după datarea istoricilor aproximativ sec. VIII-IX d.Chr. Denumirea peșterii s-a transmis pe cale orală din generație în generație în rândul locuitorilor satului Jac.
Aceste urme de locuire, împreună cu chiliile de pe dealul Cămin, atestă continuitatea populației pe acest teritoriu, pe care este așezat în prezent satul Jac și după ce armatele romane au părăsit zona castrului de la Porolissum prin retragerea aureliana. De asemenea este atestată continuitatea credinței creștine pe aceste meleaguri pe care a prins rădăcini odată cu pătrunderea ei în rândul populației romane de pe dealul Pomet.